# Uniwersytet Deakin

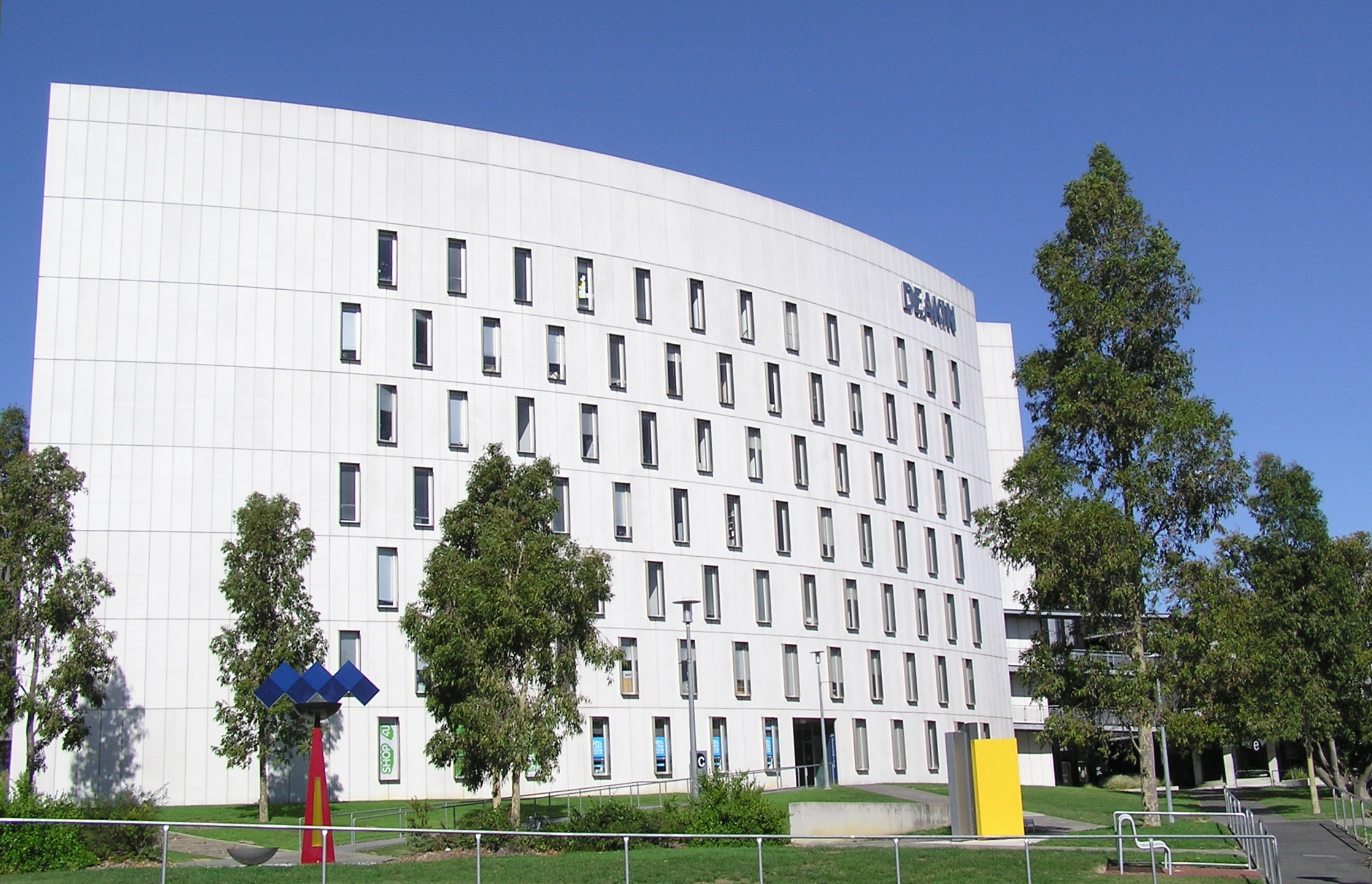
Kampus główny w Melbourne

Uniwersytet Deakin, Deakin University – australijska państwowa uczelnia wyższa założona w 1974. Ma cztery kampusy zlokalizowane w trzech miastach w stanie Wiktoria: Melbourne, Geelong i Warrnambool. Patronem uczelni jest jeden z ojców założycieli Związku Australijskiego i jego drugi w historii premier, Alfred Deakin. Uczelnia zatrudnia ok. 2660 osób, z których ok. 1230 ma status samodzielnych pracowników naukowych. Kształci ok. 35 tysięcy studentów. 

## Struktura
Uczelnia podzielona jest na cztery wydziały:
- Wydział Sztuk i Edukacji
- Wydział Biznesu i Prawa
- Wydział Zdrowia, Medycyny, Pielęgniarstwa i Nauk Psychologicznych
- Wydział Nauk Ścisłych i Technologii

## Znani absolwenci
- Abp Phillip Aspinall, anglikański prymas Australii
- John Brumby, premier stanu Wiktoria
- Anne Minter, była zawodowa tenisistka, olimpijka z Seulu